# ناحية الشمال
ناحية الشمال هي ناحية عراقية في قضاء سنجار في محافظة نينوى، شمال غرب جمهورية العراق، مساحتها 1479.49 كيلومتر مربع،(1) كانت النتيجة الأولية لعدد سكان ناحية الشمال 26503 لسنة 1957، وفي سنة 2013 كان عدد سكانها 144611 ساكناً، مجموع أطوال الطرق في ناحية الشمال 244.5 كيلومتر، ناحية الشمال تابعة للحكومة العراقية المركزية، غيرَ أنها من المناطق المتنازع عليها بين إقليم كردستان العراق والحكومة المركزية. كانت قرية كرسي هي المركز لناحية الشمال حتى يوم 1 كانون الثاني سنة 1962 حين قررت وزارة الداخلية أن تنقل مركز الناحية من قرية كرسي إلى قرية سنوني، وفي 1 كانون الثاني سنة 1994 أعلنت الحكومة العراقية عن نيتها إحداث بلدية لناحية الشمال من الصنف الرابع، وذُكر أن حدود البلدية شمالا : تبدأ من النقطة (أ) الواقعة على طريق شنانيك كله خان رقم – 17 – سنوني ثم تتجه نحو الغرب بمسافة 2140 متراً الى النقطة (ب) وغربا : تبدأ من النقطة (ب) ثم تتجه نحو الجنوب بمسافة (1600) متر الى النقطة (ج) الواقعة على طريق سنوني رقم (124) حليقيات – جفرية – بارة، وجنوبا : تبدأ من النقطة (ج) ثم تتجه نحو الشرق بمسافة (2200) متر الى النقطة (د) ، وشرقا : تبدأ من النقطة (د) ثم تتجه نحو الشمال بمسافة (1700) متر الى النقطة (أ) على طريق شنانيك كله خان رقم (17) سنوني. ذكر خليل إسماعيل محمد في كتابه  (دهوك - نينوى) أن عدد اليزيديين في ناحية الشمال كان 32133 في سنة 1977.

## آثار في ناحية الشمال
| الاسم                       | المكان     | وصف                        |
| الماني (خربة)               | مشيرفة     |                            |
| امجلجة (خربة)               | امجلجلة    |                            |
| التمر (خربة)                | مشيرفة     |                            |
| حاج موسى أو حاج مرزة (خربة) | بارة       |                            |
| خرنوف، تل عجل (تل)          | شاميكا     |                            |
| خزنة قيج كا (خربة)          | بارانة     |                            |
| شبك (كرد)                   | كردشبك     |                            |
| الشيخ ناصر (تل)             | كرى زركة   |                            |
| عبطة (تل)                   | محركة صغير |                            |
| عردان (تل)                  | عردان      |                            |
| كاخاني (قصر)                | خانة صور   | في الدور التاريخي الروماني |
| كاكين (قصر)                 | كني        |                            |
| كهبل (خربة)                 | كهبل       |                            |
| كيرى زيروانة                | زيروانة    |                            |
| كيرى عمبارى                 | زيروانة    |                            |
| ميتجها (خربة)               | بارانة     |                            |

## الهوامش
- «1»: وذكرت المجموعة الإحصائية المحتوية على آخر الإحصاءات حتى سنة 1971 أن مساحة ناحية الشمال 1489 كيلومتراً مربعاً.[8]